# Salinger Richárd
Salinger Richárd, született Schallinger (Budapest, 1975. február 10. –) magyar író, hipnoterapeuta, terapeuta.

## Élete
Érettségi után az ELTE magyar nyelv és irodalom szakára járt. Eredetileg drámaírónak készült, már diploma előtt több, darabját is játszották komolyabb színpadokon (A stég, Merlin színház 2000; Az írás, Temesvári Csiki Gergely Nemzeti Színház, 2005).
2002-ben jelent meg az első regénye, Apám beájulna címmel.
Ekkor döntött úgy véglegesen, hogy születési nevét (Schallinger) a munkáin egyszerűsítve jelenteti meg (Salinger). Első regénye sikeres lett, közel ötvenezer példányban kelt el. Még ugyanebben az évben megírta a regény forgatókönyv változatát, amiből 2003-ban film készült azonos, Apám beájulna címmel. A következő néhány évben tévésorozatokon, regényeken és nagyjátékfilmeken dolgozott. (A szerelem könyvei (regény), Egy rém rendes család Budapesten (tévésorozat), Mansfeld (nagyjátékfilm) stb.)
A írói tevékenységével párhuzamosan 2000-től -2009-ig kisebb-nagyobb nagyobb megszakításokkal dolgozott a reklámszakmában szövegíróként, majd filmrendezőként. 2010-ben érdeklődése a gondolkodási rendszerek tanulmányozása felé fordult és megjelent Omyno, a visszatérés képlete című regénye, ami azonnal hatalmas sikert aratott. Ezt követte a második rész Omyno, a Beavatás képlete címmel, 2012 majd Az Élet megoldóképlete következett 2015-ben.
2015-ben jelent meg Élettitkok című munkája amit Ranjeet Singh Dhillon-nal írt közösen. Az írás mellett terápiák kifejlesztésével, a meditáció európaiak számára is könnyen használható technikáinak továbbfejlesztésén dolgozik.
Saját rendszerének három szintje van.
Az elsőben megtanuljuk helyesen használni a gondolatainkat, ehhez megismerjük a hipnózis technikáját és a hipnotikus gondolkodást. A második szinten megértjük és megtanuljuk, hogyan működik a világban az energiák áramlása, mit jelent a tudat, az egyén, a család stb. energetikai rendszere, hogyan lehetséges együttműködni vele, ehhez elsajátítjuk az energetikai gondolkodást. A harmadik szinten, megértjük, hogyan működnek az univerzális energiák és hogyan érthetjük meg az életfeladatunkat. Ehhez megismerjük az Omyno energiát és elsajátítjuk az egységben való gondolkodást.
Előadásainak, tanfolyamaimnak, terápiás üléseinek legfőbb célja, hogy mindenki saját maga képes legyen megérteni az életét, képes legyen gyógyítani saját magát, és képes legyen megismerni és elfogadni a világot olyannak, amilyen. A háromszintes rendszernek az Omyno nevet adta.

## Kötetei
- Apám beájulna; Ulpius-ház, Bp., 2002
- A szerelem könyvei; Ulpius-ház, Bp., 2006
- Omyno  visszatérés képlete; Paradigma Film, Bp., 2010
- Az élet megoldóképlete; Libri, Bp., 2015
- Erdei jógakaland; Bookline–Libri, Bp., 2017